# 오, 나의 남자들!
《오, 나의 남자들!》은 2011년에 문학동네에서 출간된 대한민국의 소설가 이현의 청소년 소설이다.

## 같이 보기
- 학교 2020 (방영 미정) (방송사 미정)